# Sala del Concistoro (Palazzo Pubblico di Siena)

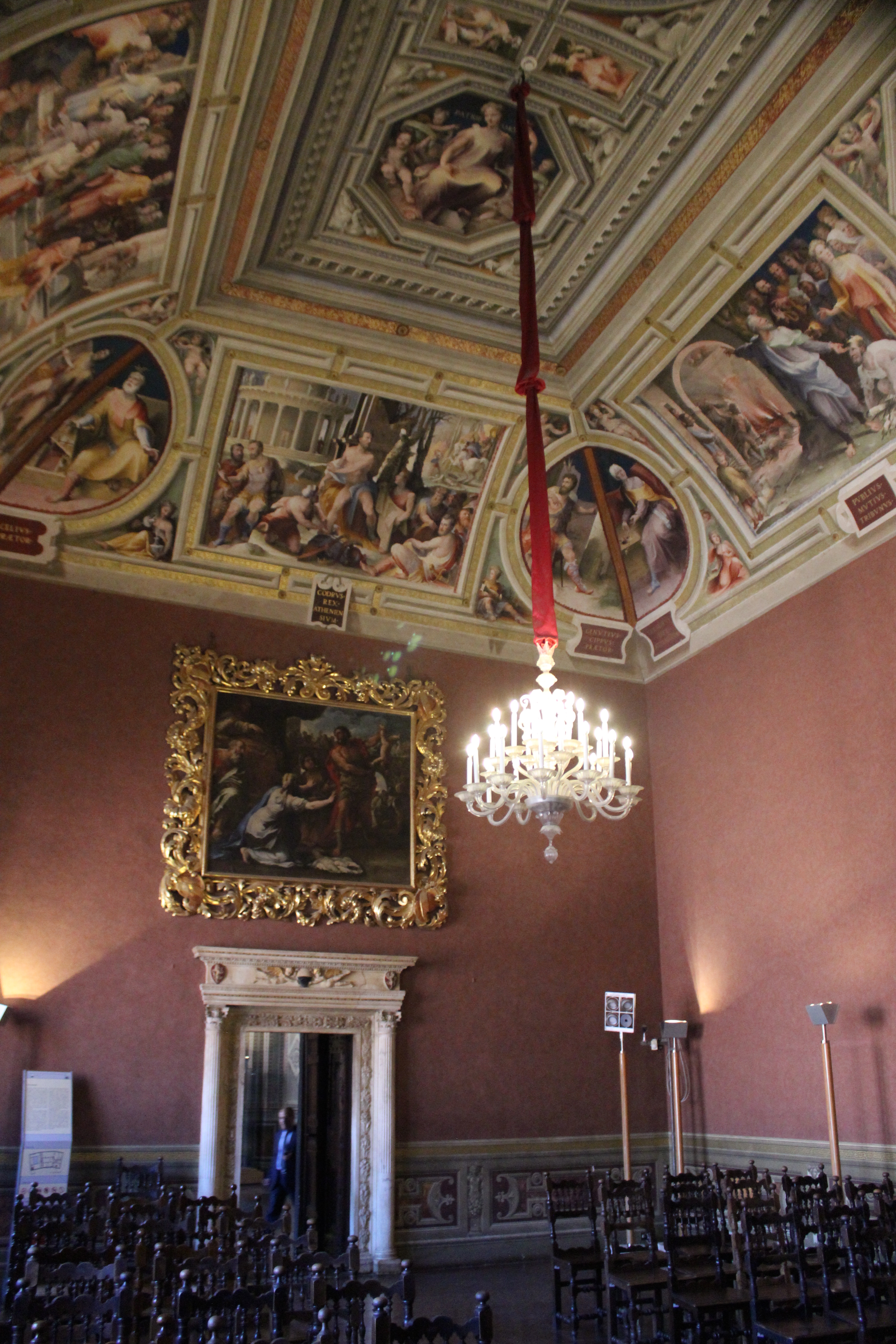
Sala del Concistoro del Palazzo Pubblico di Siena, veduta del portale interno, della tale di Luca Giordano e delle volte affrescate dal Beccafumi

La Sala del Concistoro è un ambiente monumentale ed affrescato del Palazzo Pubblico di Siena. Situata al primo piano del palazzo, assunse l'aspetto attuale tra il 1529 e il 1535 quando fu affrescata sulle volte da Domenico Beccafumi. Divenne la sala delle adunanze del Concistoro del Comune di Siena, da cui assunse anche il nome, a partire dalla seconda metà del XVII secolo.

## Storia
Da un punto di vista puramente strutturale, l'ambiente prese forma insieme alla prima fase della costruzione del Palazzo Pubblico, tra il 1297 e il 1310. Fu in parte decorata nel XV secolo ed affrescata nella prima metà del XVI secolo da Domenico Beccafumi. Utilizzata per ospitare funzioni pubbliche della Repubblica, fintanto questa rimase in vita, e poi del Comune sotto il Ducato di Firenze, divenne la sala delle adunanze del Concistoro del Comune di Siena solo a partire dalla seconda metà del XVII secolo, da cui assunse anche il nome.

## Descrizione
Vi si accede attraverso un pregiato portale marmoreo di Bernardo Rossellino realizzato nel 1446. Le imposte lignee intarsiate del portale sono opera del 1414 attribuita a Domenico di Niccolò, lo stesso artista che realizzò gli stalli della cappella di Palazzo. Sopra la porta il Giudizio di Salomone è una tela seicentesca attribuita a Luca Giordano, inserita in una cornice monumentale (1675-1680).
Sulle volte, si trovano affreschi allegorici di Domenico Beccafumi dedicati alle Virtù pubbliche e alla loro pratica nell'antichità, eseguiti con interruzioni dal 1529 al 1535. Le vicende degli uomini virtuosi dell'antichità greca e romana, tratte per lo più dauno scritto dello storico Valerio Massimo, si ricollegano tutte a tre valori fondamentali rappresentati al centro della volta: 
- l' Amor patrio (a sinistra)
- la Giustizia (al centro)
- la "Mutua Benevolenza" o Concordia (a destra)

Gli episodi mostrano, partendo da quello sopra la porta e procedendo in senso orario:
- Il sacrificio di Codro re di Atene
- Il tribuno Publio Muzio manda al rogo i colleghi
- La decapitazione di Spurio Cassio
- Posumio Tiburzio fa uccidere il figlio
- La riconciliazione tra Marco Emilio Lepido e Fulvio Flacco per amor di patria
- Uccione di Spurio Melio
- Marco Manlio gettato dalla Rupe Tarpea
- Il sacrificio di Seleuco di Locri

Agli angoli sono riportati invece eroi greci e romani che si sono distinti per i loro valori civici o morali.
Il ciclo di affreschi vuole riportare i tre valori fondamentali cui i governanti della Repubblica dovevano ispirarsi ed esempi di eroi tratti dalla cultura classica che si erano distinti in tal senso. Così come gli affreschi di Ambrogio Lorenzetti nella Sala dei Nove volevano essere fonte ispiratrice e ammonimento per i Nove, questo ciclo voleva esprimere le virtù da possedere ed i modelli civici e morali da seguire.

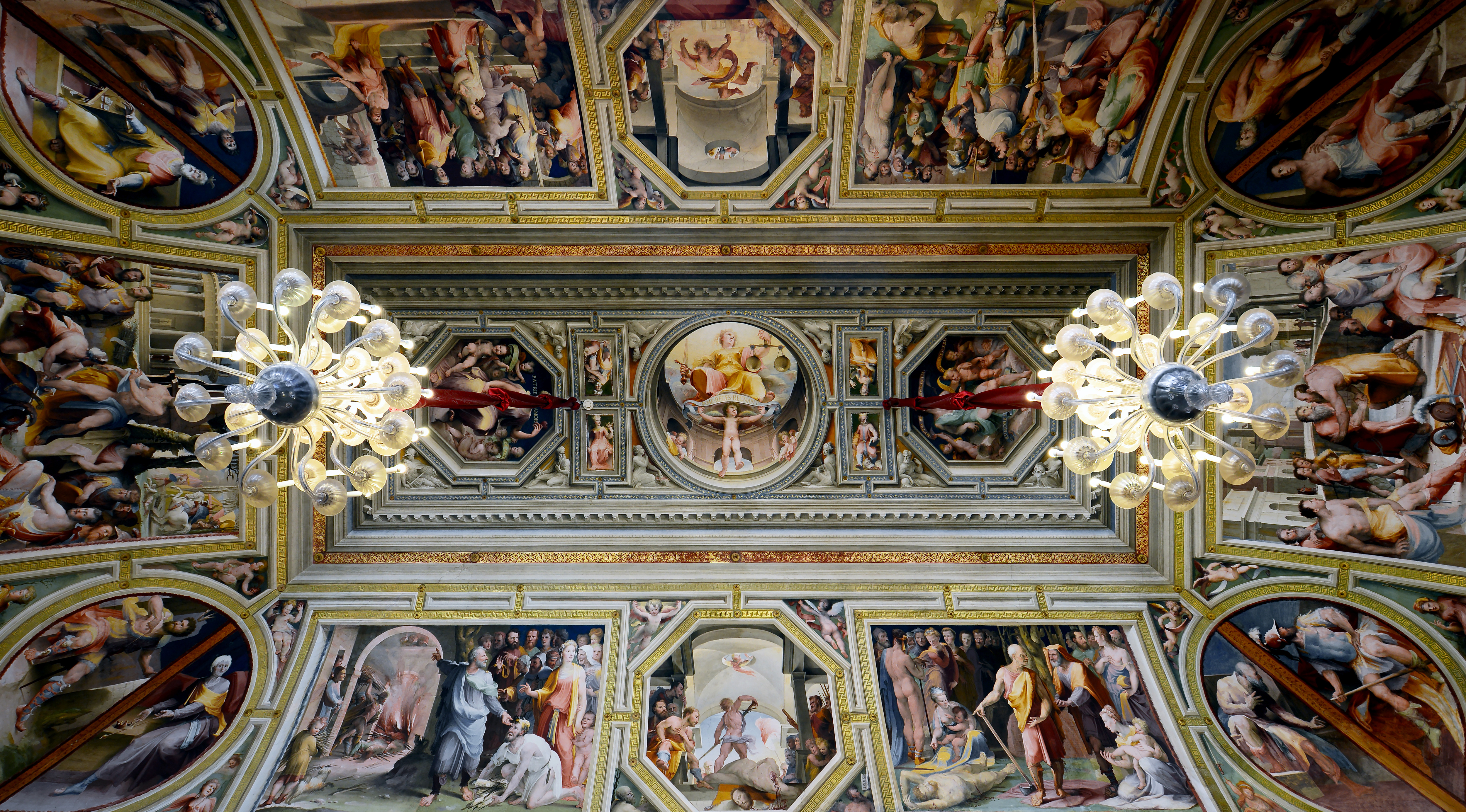
Soffitto con le tre virtù
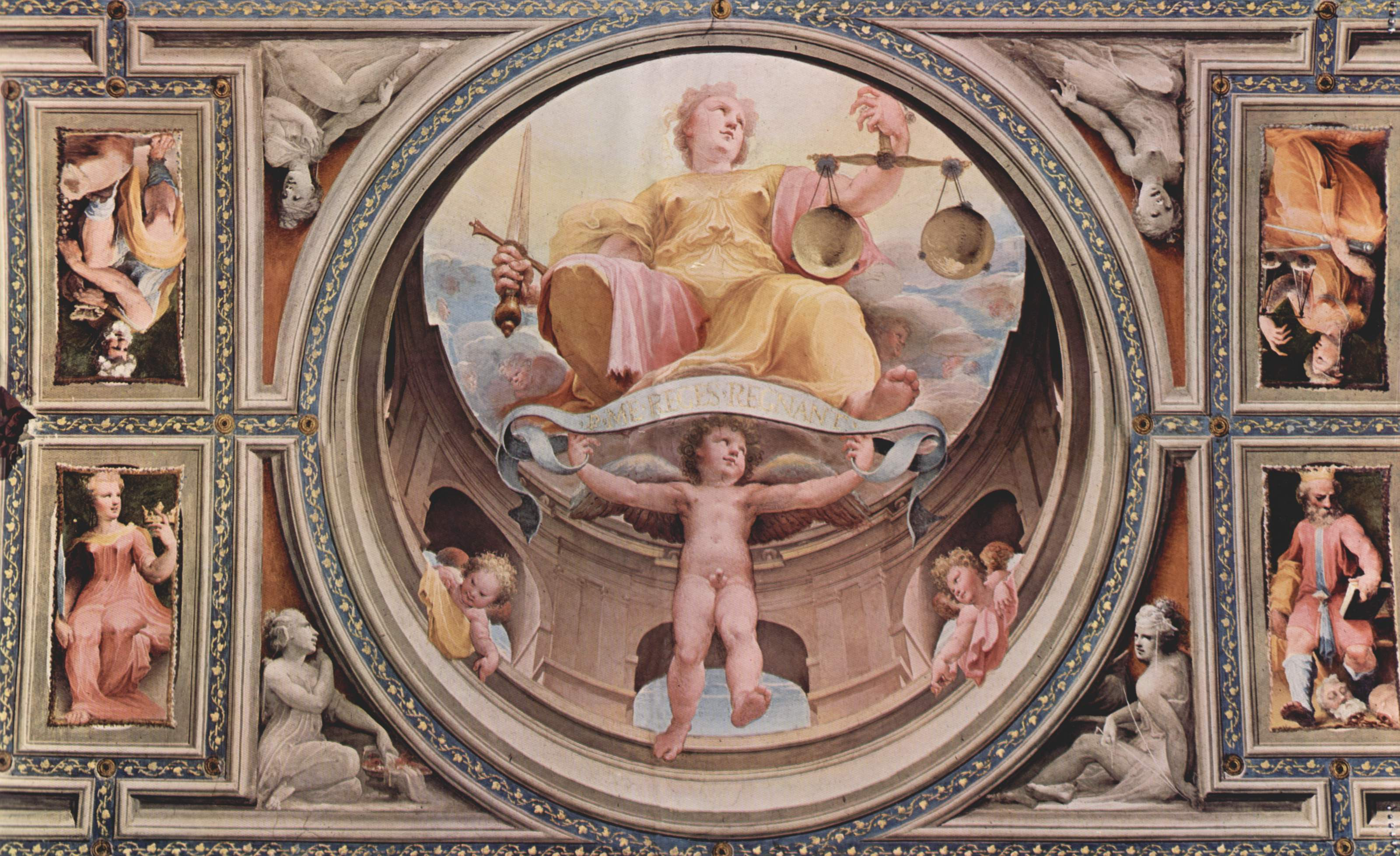
Giustizia
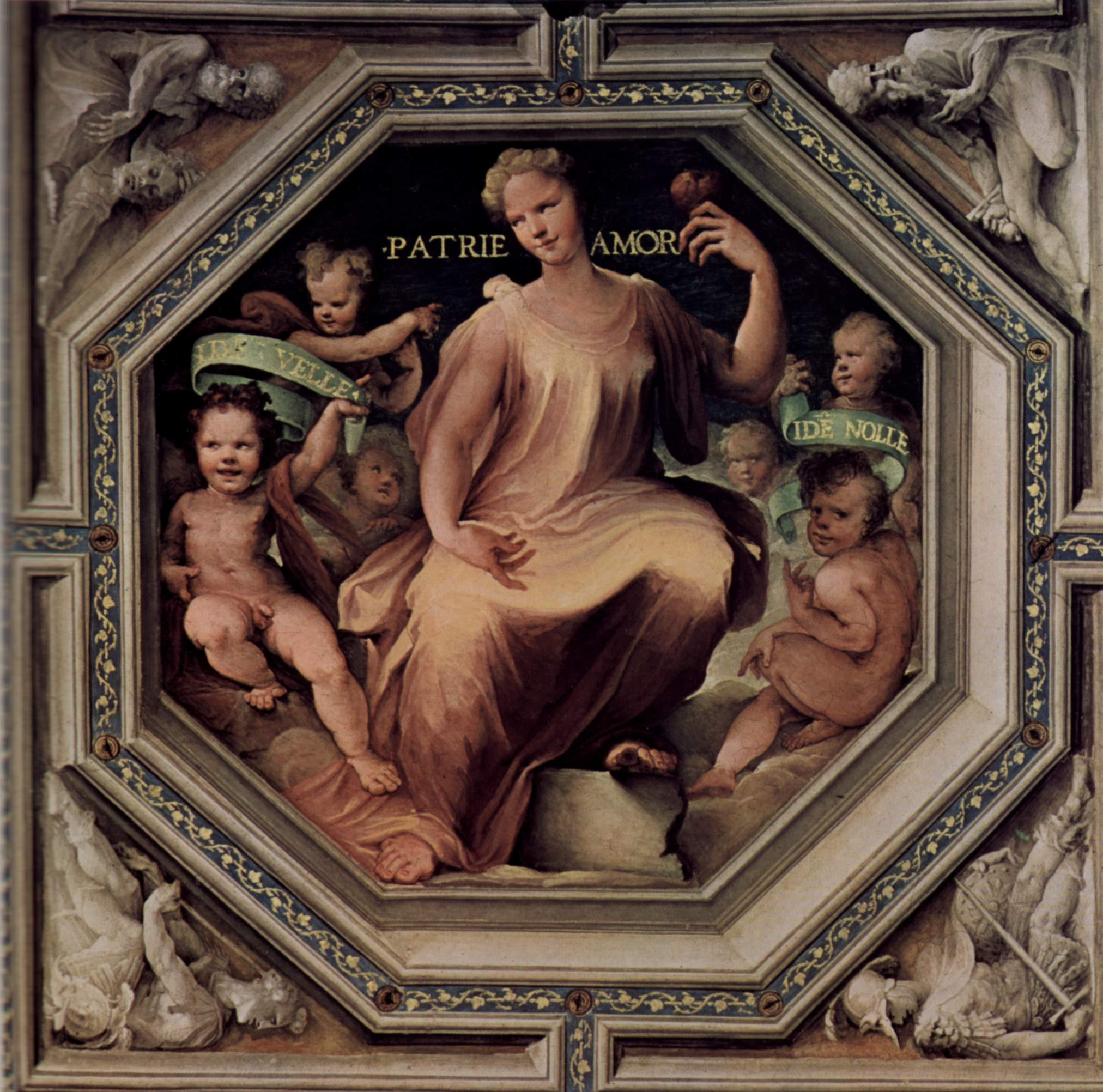
Patriea Amor
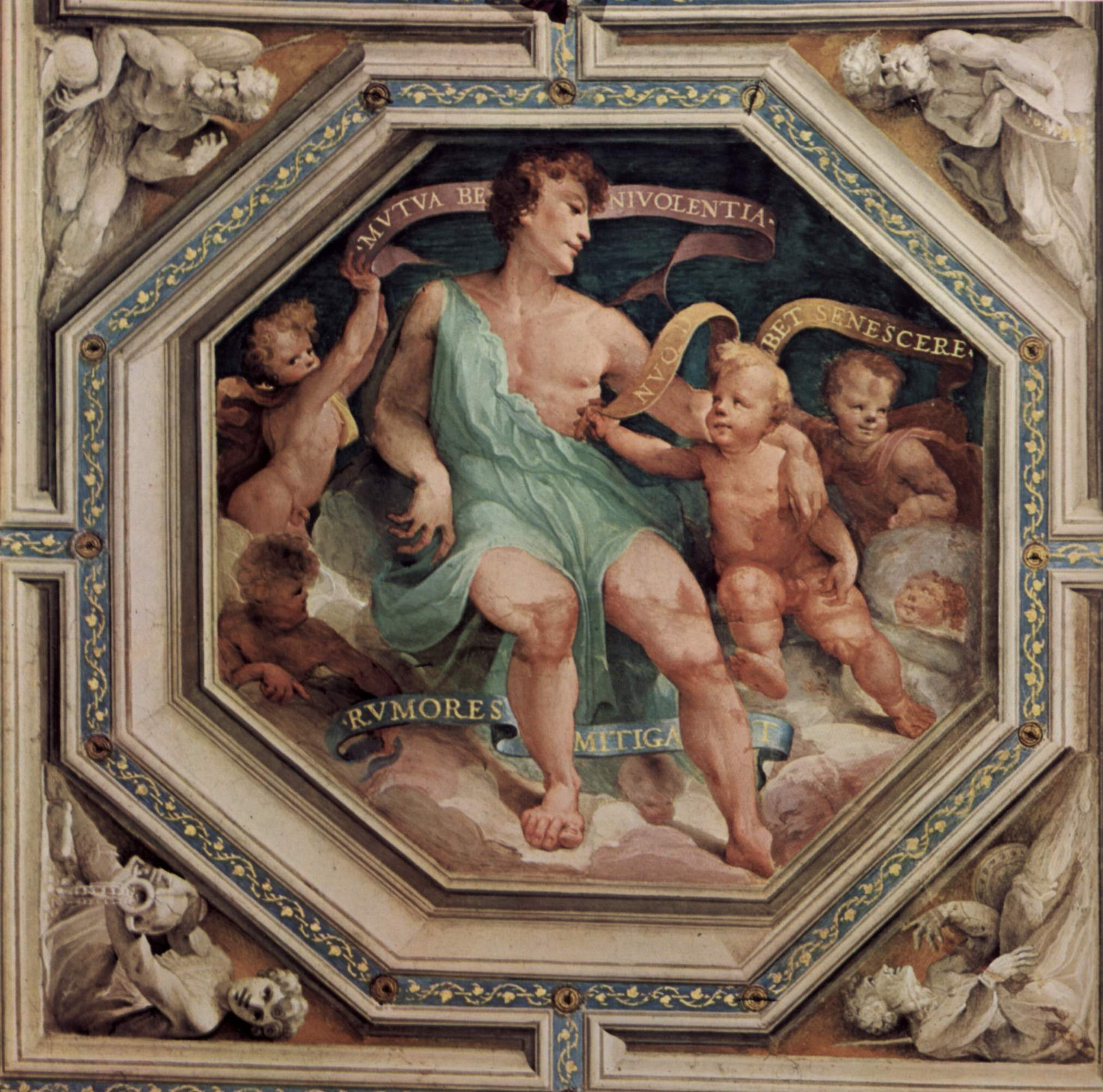
Mutua Benevolentia
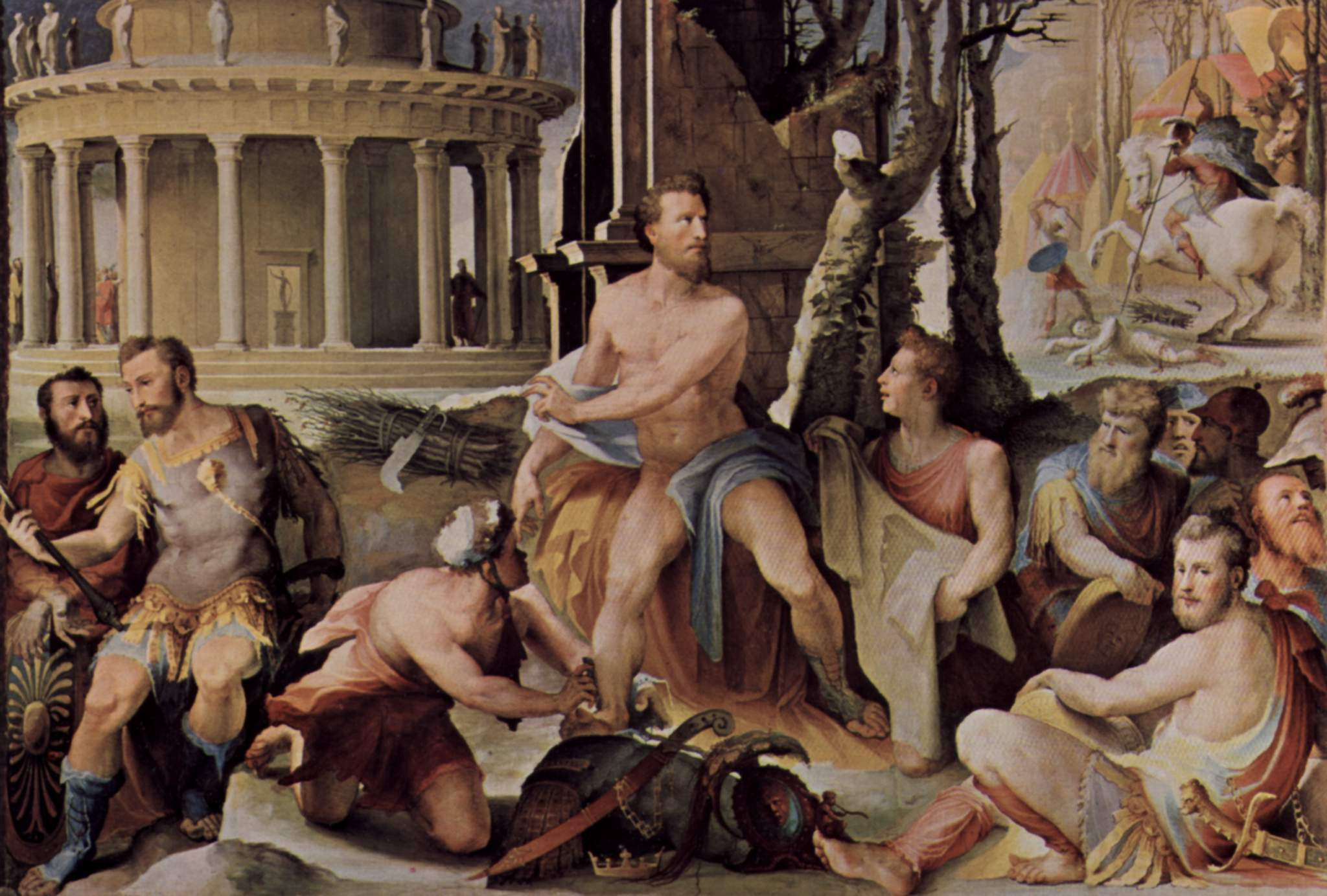
Sacrificio di Codro re di Atene
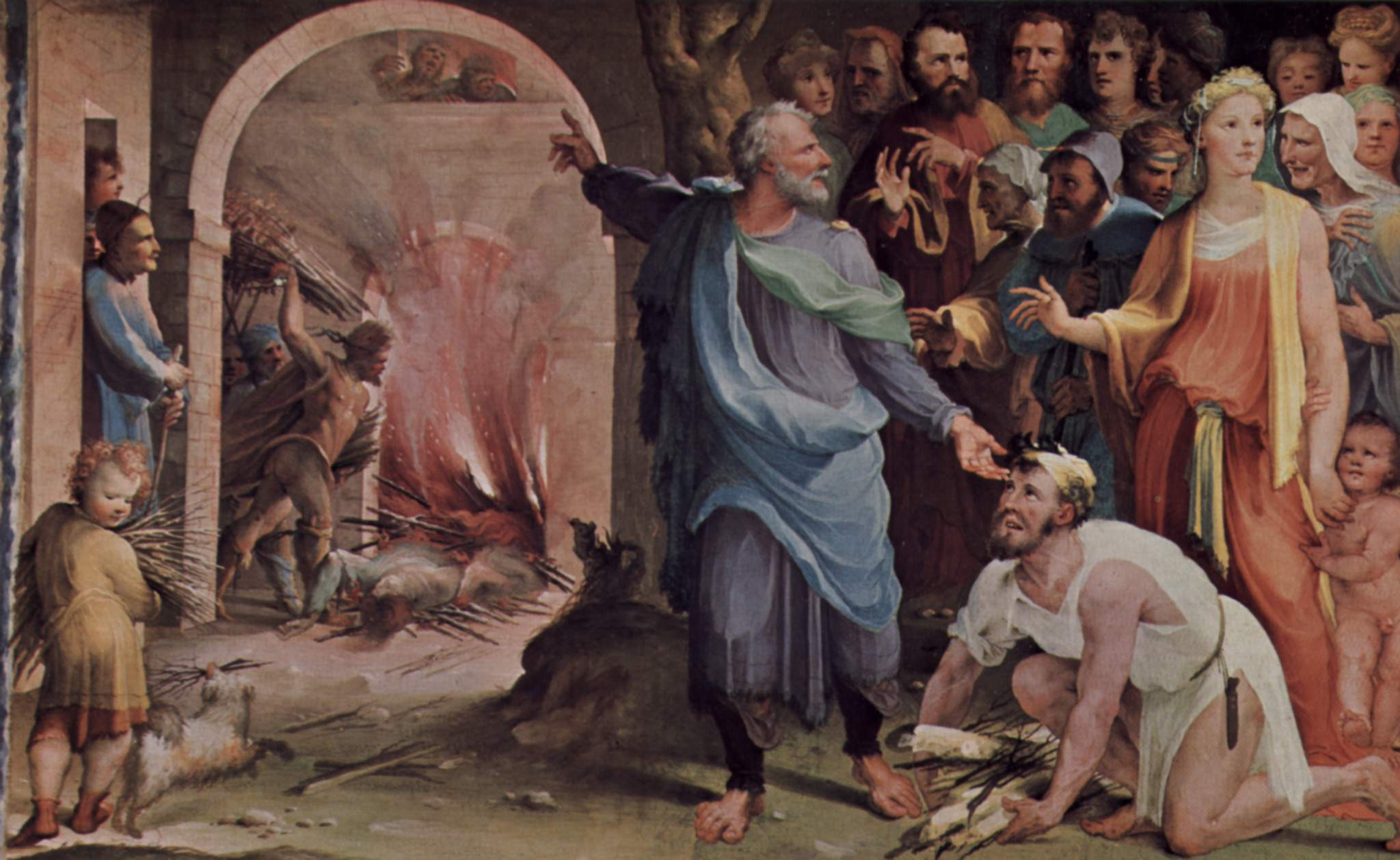
Il tribuno Publio Muzio manda al rogo i colleghi
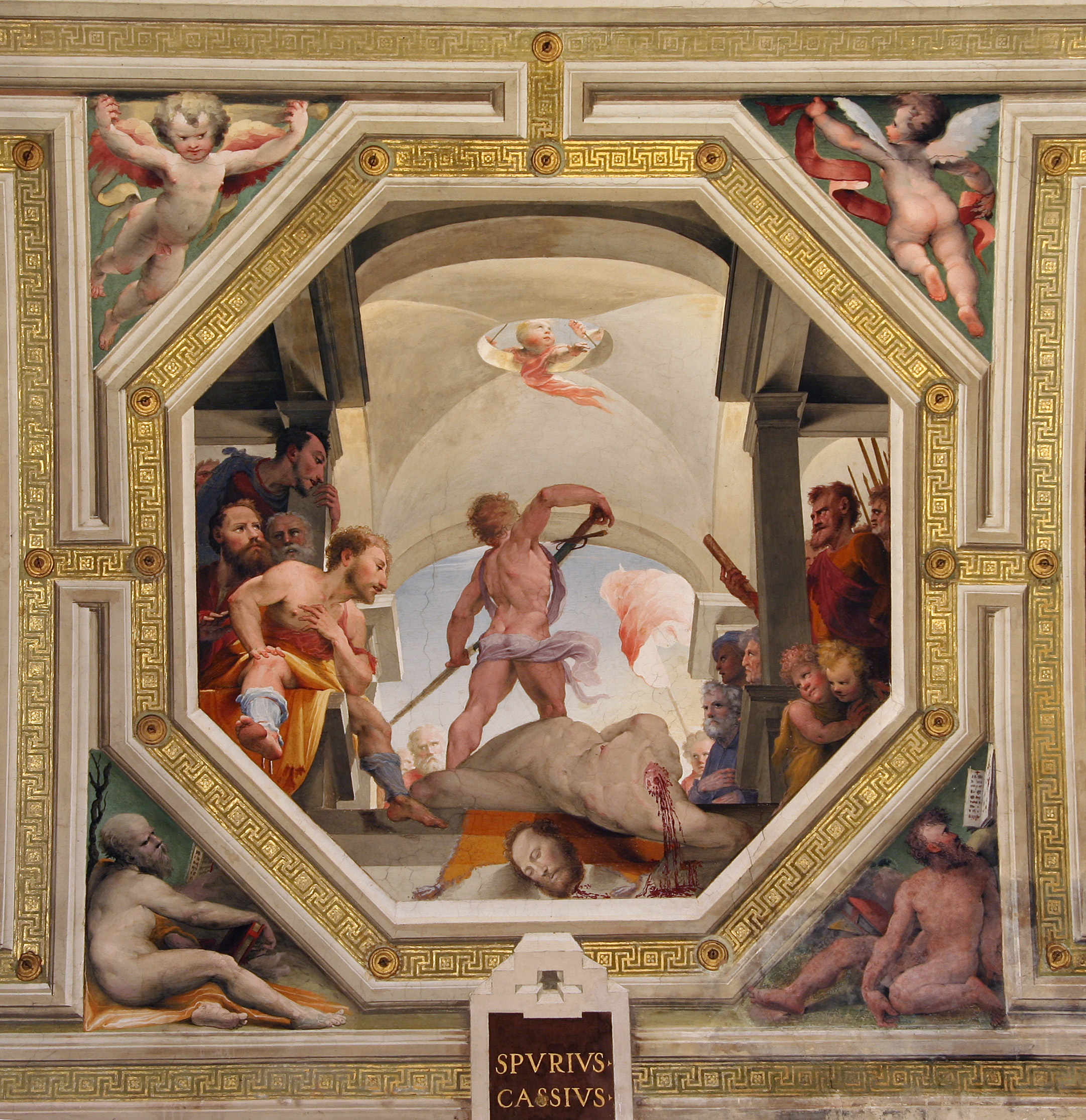
La decapitazione di Spurio Cassio
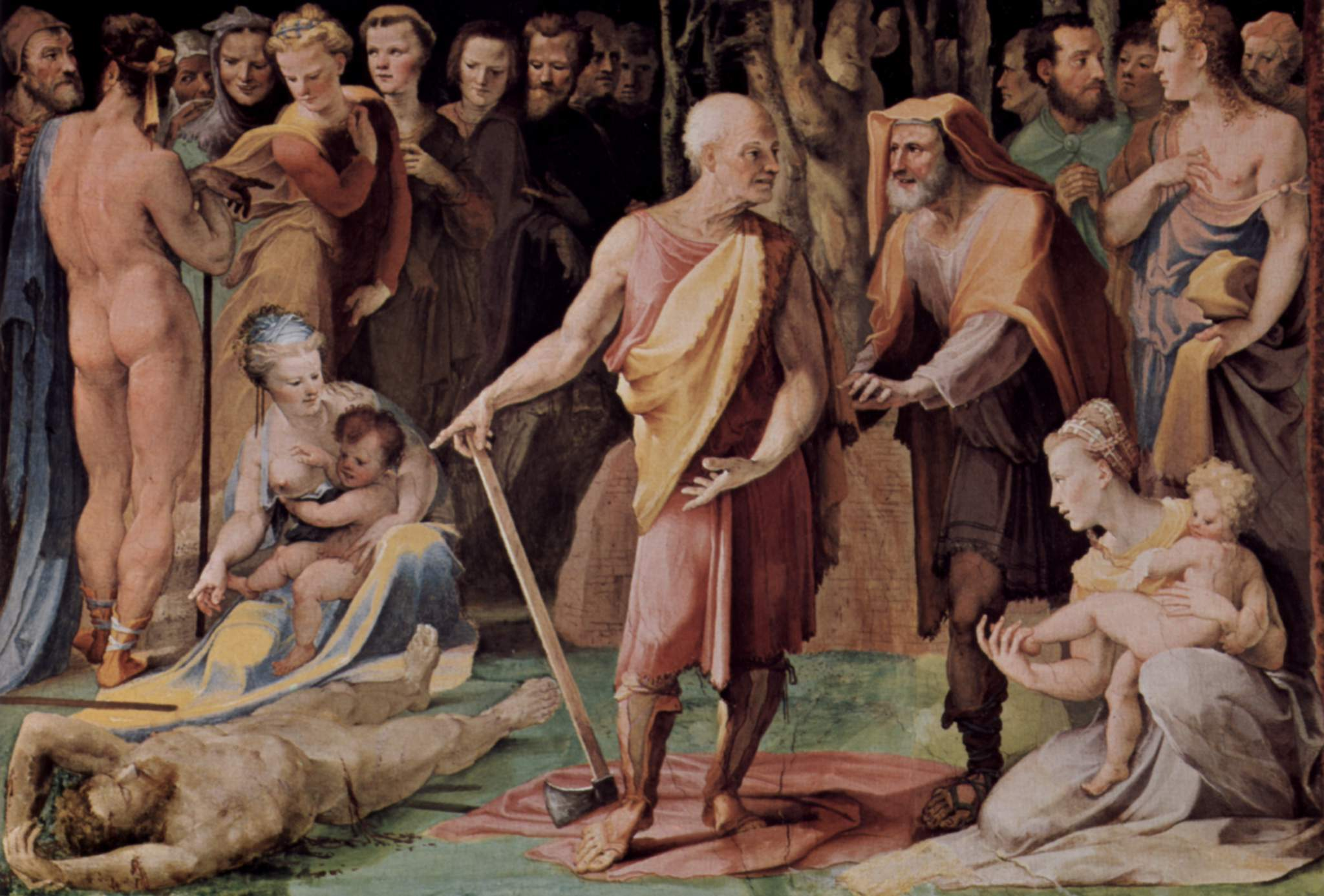
Posumio Tiburzio fa uccidere il figlio
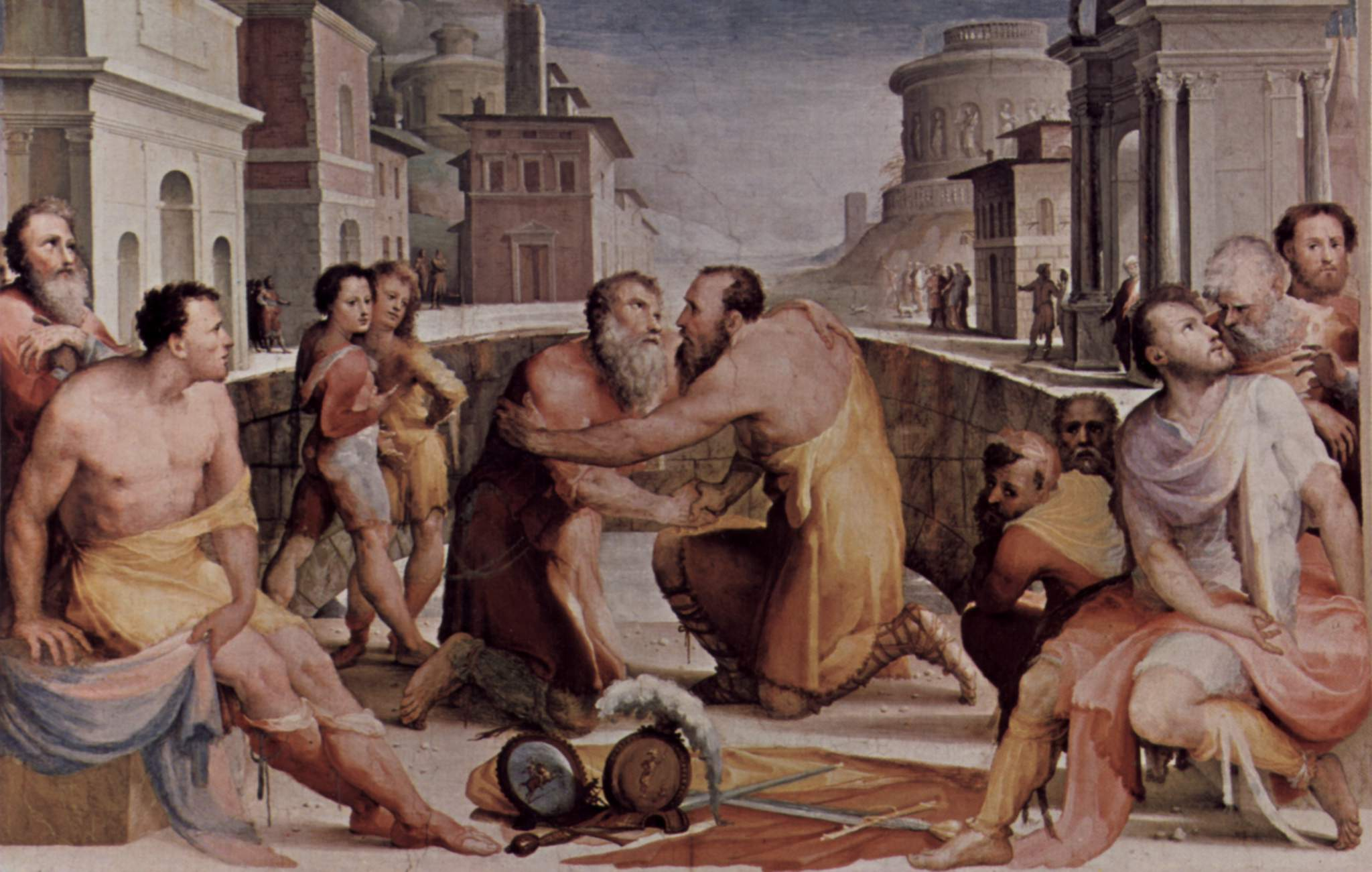
La riconciliazione tra Marco Emilio Lepido e Fulvio Flacco
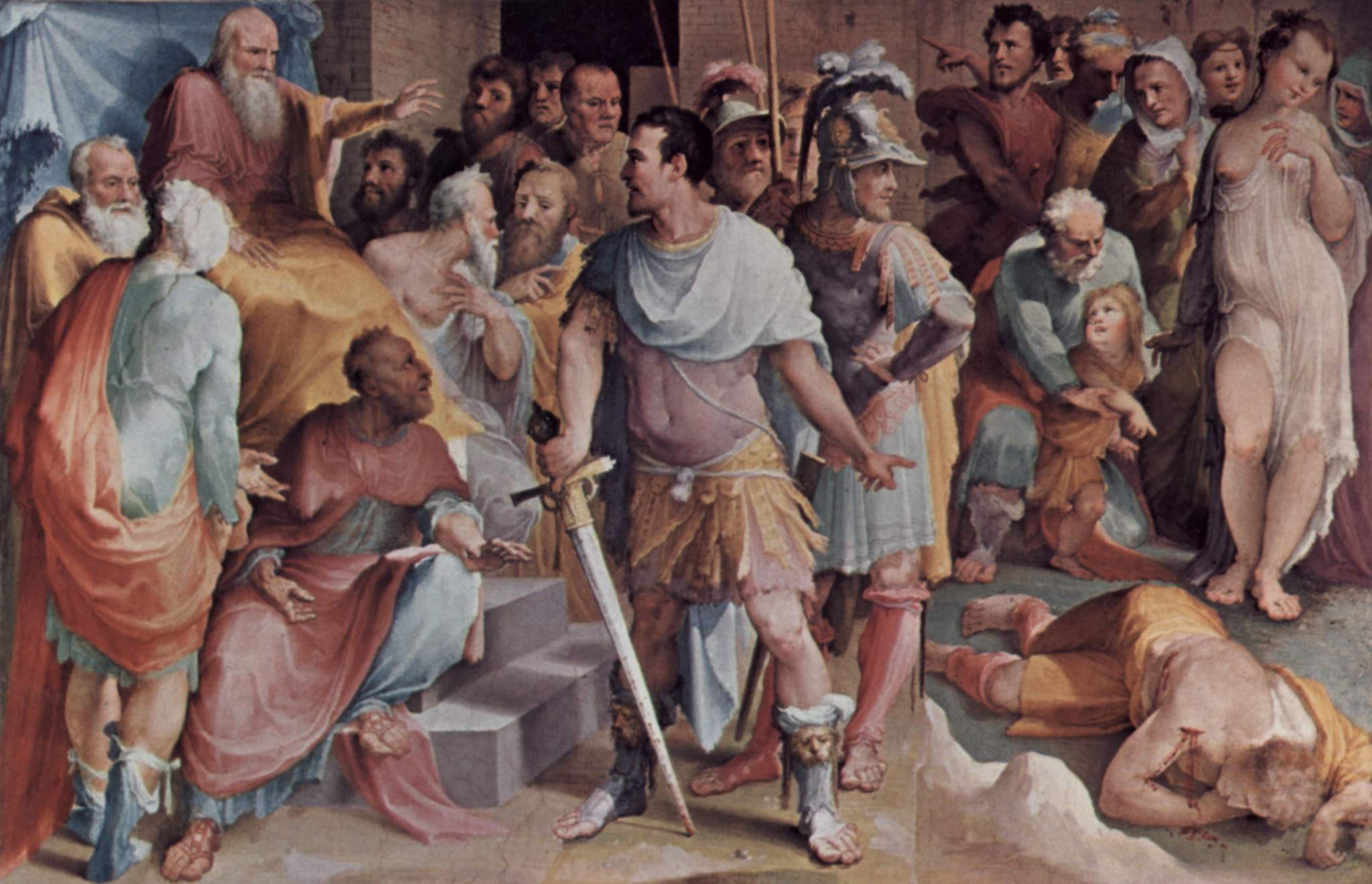
Uccione di Spurio Melio
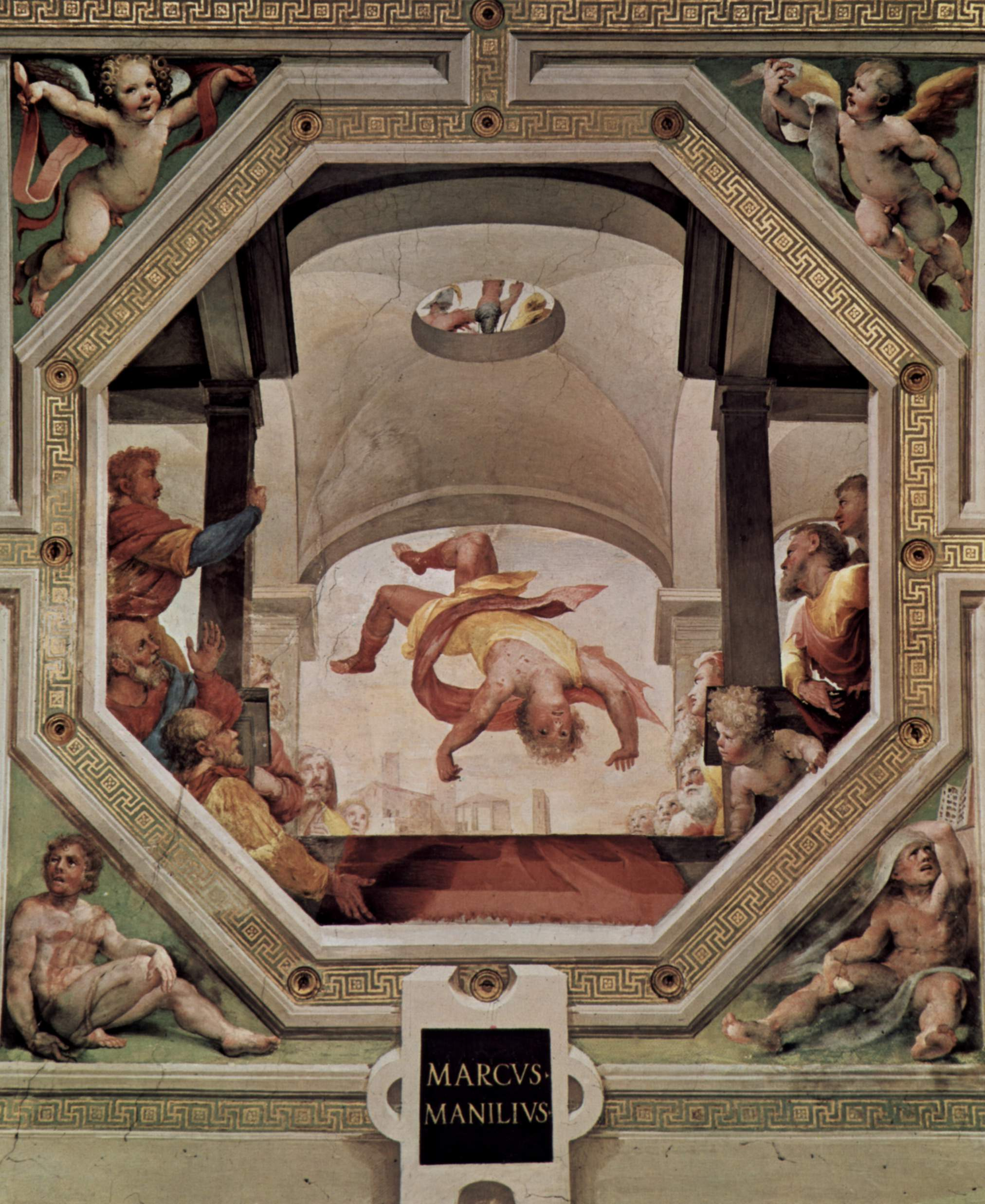
Marco Manlio gettato dalla Rupe Tarpea
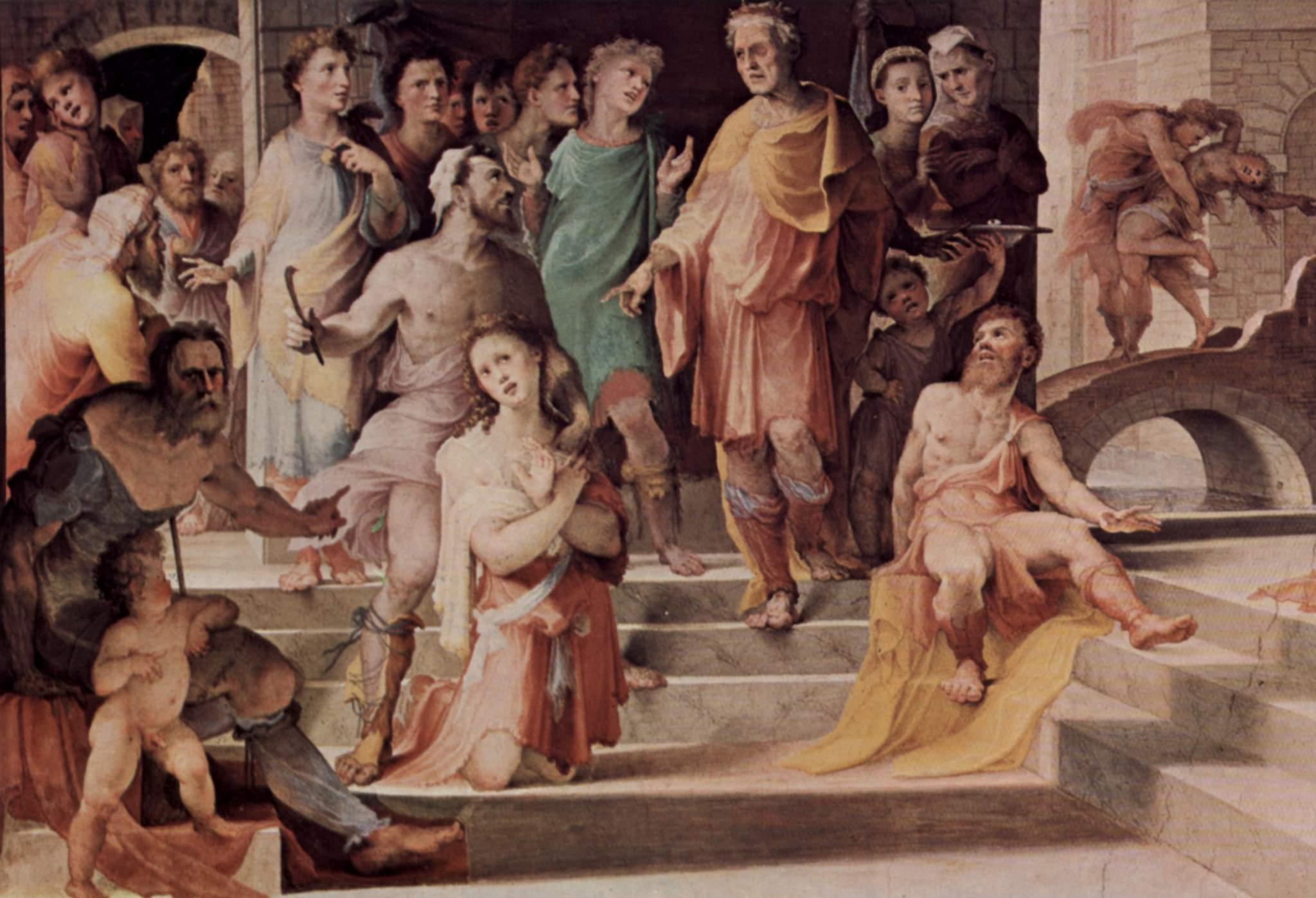
Sacrificio di Seleuco di Locri
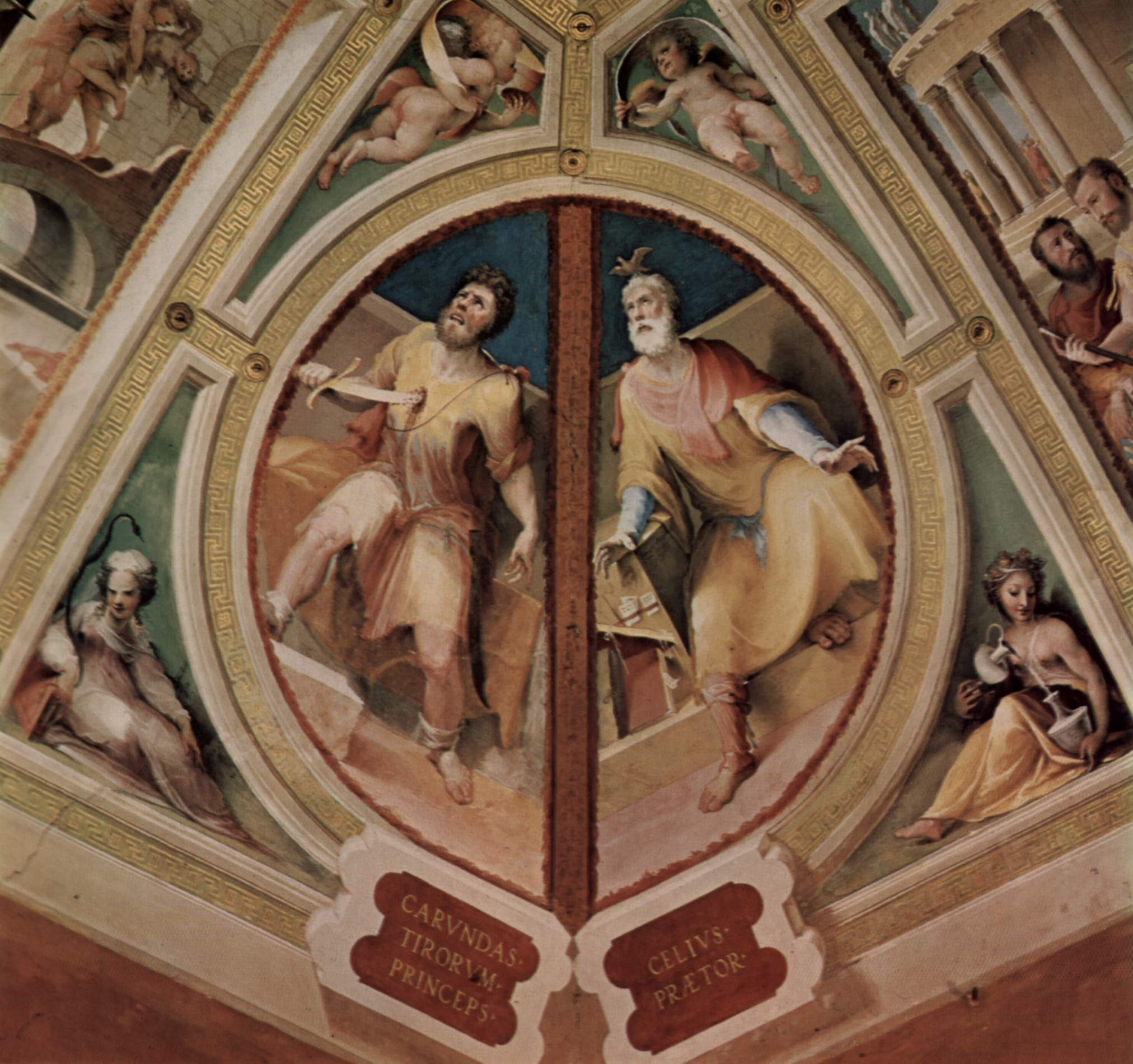
Figure dell'antica Roma
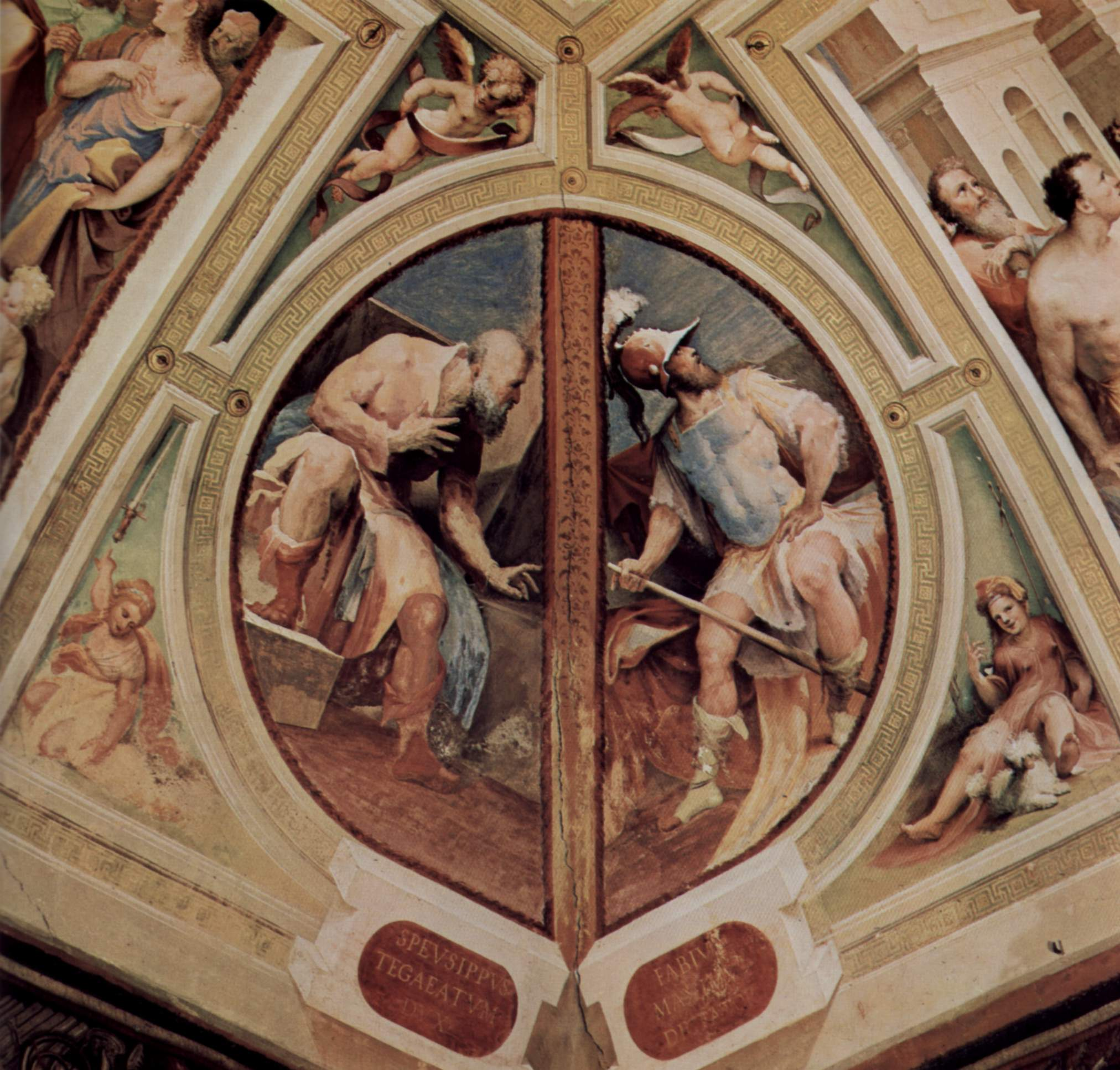
Figure dell'antica Roma